# フリードリヒ・ヴィルヘルム・フォン・ビューロー

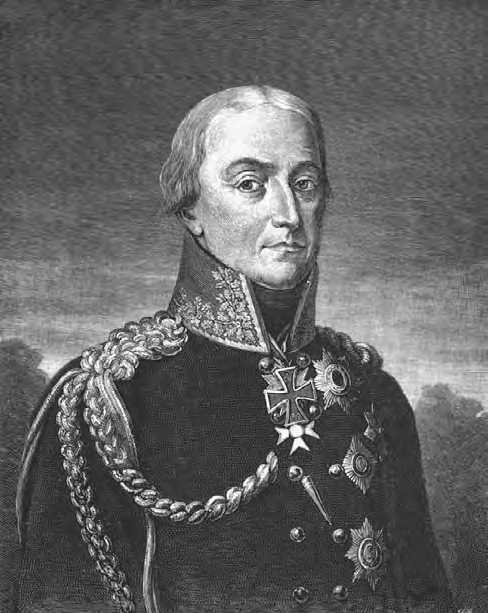
フリードリヒ・ヴィルヘルム・フォン・ビューロー

フリードリヒ・ヴィルヘルム・フォン・ビューロー男爵およびフォン・デンネヴィッツ伯爵（ドイツ語: Friedrich Wilhelm Freiherr von Bülow, Graf von Dennewitz、1755年2月16日 - 1816年2月25日）は、プロイセン王国の軍人。弟にプロイセンの軍事学者ハインリッヒ・ディートリッヒ・フォン・ビューローがいる。

## 生涯
1755年2月16日、アルトマルクのファルケンベルクで生まれた。1768年にプロイセン軍に入隊、1772年に准士官に、1775年に少尉に昇進した後、1778年のバイエルン継承戦争に参戦した。その後は軍事学、科学と美術を学び、音楽の才能でプロイセン王フリードリヒ・ヴィルヘルム2世の目に留まり、1790年にはベルリンの名士の間でも目立つ存在になった。一方で軍務をおろそかにせず、1792年には大尉にも昇進してルイ・フェルディナント王子に軍事を指導した。
フランス革命戦争では1792年から1794年のライン川戦役に参戦、マインツ攻囲戦で戦功を立ててプール・ル・メリット勲章を授与されるとともに少佐に昇進した。その後は東プロイセンのゾルダウに駐留した。1802年に結婚したが1807年に妻が死去、さらに子供のうち2人が夭折した。また、1806年の第四次対仏大同盟戦争でフォン・ビューローの軍勢が対ナポレオン・ボナパルトの戦役に派遣されなかったこともフォン・ビューローを失望させた。戦役はプロイセンの大敗に終わったが、フォン・ビューローはかえって元気を出してアントン・ヴィルヘルム・フォン・レストック将軍の部下として奮戦、負傷した。その後はゲプハルト・レベレヒト・フォン・ブリュッヘル将軍の部下として1個旅団を率いた（これは准将に昇進したことを意味した）。
1808年に少将に昇進した後、プロイセンの再建に心血を注ぎ、その愛国心によりブリュッヘルと争うにまで至り、一時引退に追い込まれるほどだった。1811年に復帰してから1813年に第六次対仏大同盟戦争が勃発するまで、フォン・ビューローは用兵がより慎重になり、取り返しのつかない決定を回避した。1813年3月14日、中将に昇進した。ベルリンの守備ではニコラ・ウディノと戦い、夏にはスウェーデン王太子ベルナドッテの指揮下で戦った。フォン・ビューローはグロースベーレンの戦いで軍功を上げた後、デンネヴィッツの戦いで大勝してナポレオンのベルリン侵攻を阻止した。この戦闘はプロイセン軍の力のみで勝利したとしてプロイセン国内で称えられ、ビューローがブリュッヘルと比肩するまでの人気を誇った。ライプツィヒの戦いで活躍した後、フランス軍をオランダと南ネーデルラントから追い出す役割を与えられ、1814年1月のフーグストラーテンの戦いで勝利した。その後は北西からフランスに侵攻して、ブリュッヘルと合流した後にラオンの戦いで勝利、歩兵大将とビューロー・フォン・デンネヴィッツ伯爵に叙された。1814年から1815年までの短い平和の期間にはケーニヒスベルクでプロイセン本土の軍総指揮官を務めたが、すぐに呼び戻され、第七次対仏大同盟戦争のワーテルロー戦役ではブリュッヘルの下で第4軍団を率いた。リニーの戦いには参戦しなかったが、ワーテルローの戦いでは第4軍団がナポレオンへの側面攻撃を行ったため激戦を戦い抜いた。以降のフランス本土侵攻に参戦した後、1816年1月にケーニヒスベルク勤務に戻ったが、1816年2月25日に突如死去した。

## 家族
1802年、ヨハン・カジミール・フォン・アウアー大佐の娘アウグステ・マリアンネ（Auguste Marianne）と結婚、3女をもうけたがうち2人が夭折した。
- ヴィルヘルミーネ（1805年没）
- ヨハンナ・アウグステ（1806年生）
- マリアンネ（1807年 - 1874年）

1808年、先妻の妹パウリーネ・ユリアーネ（Pauline Juliane）と結婚した。2人は2男3女をもうけ、うち2女が成人した。
- エリーゼ・ゾフィー・フリーデリケ（1810年 - 1811年）
- ルドルフ・ヴィルヘルム（1811年 - 1812年）
- アルベルト・フリードリヒ（1811年生）
- ルイーゼ・パウリーネ（1813年 - 1905年）
- パウリーネ・ヴィルヘルミーネ・フィクトリー・ベーレンヒルデ（1815年 - 1867年）

## 関連図書
- Max Jähns (1876). "Bülow von Dennewitz, Friedrich Wilhelm Graf". Allgemeine Deutsche Biographie (ドイツ語). Vol. 3. Leipzig: Duncker & Humblot. pp. 520–524.